# Bruch der Briseis-Talsperre
Koordinaten: 41° 10′ 30″ S, 147° 49′ 25″ O
Die Briseis-Talsperre (englisch: Briseis dam, auch: Cascade dam) auf Tasmanien in Australien versagte am 4. April 1929 nach schweren Regenfällen. Die daraus entstehende Flutwelle verwüstete die Stadt Derby, wobei 14 (oder 11) Menschen ums Leben kamen.

## Die Talsperre
Die kleine Talsperre war nur wenige Jahre zuvor am Cascade River im Nordosten der Insel Tasmanien gebaut worden, um die Briseis Tin Mine mit Wasser zu versorgen. Die Talsperre hatte einen 27 m hohen Erddamm. Die Briseis-Mine war eine der größten Zinnminen der Welt und produzierte 120 Tonnen pro Monat. Sie wurde nach dem Pferd benannt, das 1876 den Melbourne Cup gewann. Der Name Briseis ist eine Frauenfigur aus der griechischen Mythologie, aus Homers Ilias.

## Das Unwetter
In dieser Gegend herrscht ein Klima mit wesentlich weniger Regen als im Westen der Insel. In kurzen Perioden kann es jedoch tagelang sehr heftig regnen und Hochwasser verursachen. Die schlimmste dieser Fluten, die jemals aufgezeichnet wurden, fand im April 1929 statt. 
Das Unwetter dauerte vom Mittwoch, dem 3. April, bis zum Samstag, dem 6. April 1929. In zwei Gebieten, im nordöstlichen Hochland und südlich von Burnie und Ulverstone fielen 500 mm Niederschlag in drei Tagen. In Mathinna wurden 337 mm innerhalb von 24 Stunden aufgezeichnet.

## Die Flutwelle
Der Staudamm brach am 4. April nachmittags. Es entstand eine Flutwelle von bis zu 30 m Höhe, die durch die Schlucht des Cascade River auf die drei Meilen unterhalb gelegene Stadt Derby zuraste. In einem Bericht wird die Wassermenge mit 3500 Kubikmetern angegeben, was aber nicht stimmen kann, weil das mindestens um den Faktor 1000 zu wenig wäre. Andererseits wären 3500 m³/s (Kubikmeter pro Sekunde) wohl zu viel. Die Flutwelle führte Tausende Tonnen von Bäumen, Felsbrocken, Gestein und Geröll mit sich. 
Die Wassermengen waren so groß, dass der Ringarooma River seine Fließrichtung bis Branxholm, etwa fünf Meilen flussaufwärts, umkehrte. Durch den Dammbruch ertranken 14 Menschen. Weitere acht Menschen starben, als in Gawler bei Ulverstone ein Lastwagen von einer Brücke in einen Fluss stürzte. Bei Avoca stieg der Pegel des Flusses um 17 m über den Normalstand im Sommer.
Longford und tiefliegende Gebiete von Launceston wurden überflutet und 4500 Menschen wurden obdachlos. Das Duck-Reach-Kraftwerk und die Cataract-Gorge-Brücke wurden zerstört. Viele weitere Gebäude, Straßen und Brücken wurden ebenfalls zerstört. Diese Schäden müssen allerdings nicht alle allein durch den Dammbruch entstanden sein, sondern auch durch das allgemeine Hochwasser.
Nach dem Unglück wurde die Mine geschlossen und erst 1934 wieder eröffnet. Sie erreichte nie mehr das Produktionsvolumen wie Ende des 19. Jahrhunderts. 1948 wurde der Bergbau aufgegeben.